# Roque op de Olympische Zomerspelen 1904
Roque, een Amerikaanse croquetvariant, is een van de olympische sporten die beoefend werden tijdens de Olympische Zomerspelen 1904 in St. Louis.
Roque stond alleen op deze editie op het programma van de Olympische Spelen. Aan het toernooi deden vier Amerikanen mee.

## Medaillewinnaars
| Editie | Goud | Goud            | Zilver | Zilver            | Brons | Brons         |
| ------ | ---- | --------------- | ------ | ----------------- | ----- | ------------- |
| 1904   | USA  | Charles Jacobus | USA    | Smith O. Streeter | USA   | Charles Brown |

## Eindstand en uitslagen
| rang   | sporters          | land | winst | verlies |
| ------ | ----------------- | ---- | ----- | ------- |
| Goud   | Charles Jacobus   | USA  | 5     | 1       |
| Zilver | Smith O. Streeter | USA  | 4     | 2       |
| Brons  | Charles Brown     | USA  | 2     | 4       |
| 4      | William Chalfant  | USA  | 1     | 5       |

| No. | Datum | Winnaar           | Uitslag | Verliezer         |
| --- | ----- | ----------------- | ------- | ----------------- |
| 1   | 03/08 | Smith O. Streeter | 32- 7   | William Chalfant  |
| 2   | 04/08 | Charles Jacobus   | 32-23   | William Chalfant  |
| 3   | 05/08 | Charles Jacobus   | 32- 9   | William Chalfant  |
| 4   | 05/08 | Charles Jacobus   | 32-18   | Smith O. Streeter |
| 5   | 06/08 | Smith O. Streeter | 32-18   | Charles Brown     |
| 6   | 06/08 | Charles Jacobus   | 32-14   | Charles Brown     |
| 7   | 06/08 | Smith O. Streeter | 32-27   | Charles Jacobus   |
| 8   | 06/08 | Charles Brown     | 32- 9   | William Chalfant  |
| 9   | 08/08 | Charles Jacobus   | 32-13   | Charles Brown     |
| 10  | 08/08 | Smith O. Streeter | 32-26   | William Chalfant  |
| 11  | 08/08 | Charles Brown     | 32-10   | Smith O. Streeter |
| 12  | 08/08 | William Chalfant  | *       | Charles Brown     |

St. Louis 1904 
 olympische medaillewinnaars
Atletiek · Basketbal (demonstratie) · Boksen · Boogschieten · Gewichtheffen · Golf · Lacrosse · Roeien · Roque · Schermen · Schoonspringen · Tennis · Touwtrekken · Turnen · Voetbal · Waterpolo · Wielersport · Worstelen · Zwemmen